# Staurochilus gibbosicalcar
Staurochilus gibbosicalcar är en orkidéart som beskrevs av Gunnar Seidenfaden. Staurochilus gibbosicalcar ingår i släktet Staurochilus och familjen orkidéer.
Artens utbredningsområde är Thailand. Inga underarter finns listade i Catalogue of Life.